# Булаев, Николай Иванович
Николай Иванович Була́ев (род. 1 сентября 1949) — российский политик, доктор педагогических наук. Заместитель Председателя Центральной избирательной комиссии Российской Федерации с 10 февраля 2016 года.
Депутат Государственной думы от «Единой России» (1999—2007, 2010—2015), член Совета Федерации России (2015—2016).
С 6 октября 2022 года, за поддержку российской военной агрессии против Украины и проведение «референдумов» на оккупированных территориях Украины, находится под санкциями всех стран Европейского союза, США, Великобритании и некоторых других стран.

## Биография
Родился в 1949 году в селе Казачья Слобода Шацкого района Рязанской области.
В 1970 году окончил физмат Рязанского государственного педагогического института по специальности «учитель физики».
1970—1971 годы — служба в Советской армии (Сахалинская область). После работал учителем, заместителем директора средней школы, заведующим отделом райисполкома.
В 1978—1990 годах был директором Спасского педагогического училища.

### В администрации Рязанской области
В 1990—1991 годах — заместитель председателя Рязанского облисполкома, курировал социальную сферу.
В 1991—1994 — заместитель главы Рязанской области, руководитель комплекса по социальной защите и социальным гарантиям.

### Ректор
С 1994 года — ректор Рязанского областного института развития образования.
Осенью 1996 года заявил о намерении участвовать в выборах главы администрации Рязанской области, однако получил отказ в регистрации (Избирательная комиссия Рязанской области признала недействительными несколько подписей).
В 1998 году защитил кандидатскую диссертацию на тему «Ведущие тенденции развития дополнительного образования взрослых» в Московском педагогическом государственном университете, став кандидатом педагогических наук. Научным руководителем был академик Российской академии образования В. А. Сластёнин.

### Депутат Госдумы (1999—2007)
В 1999 году Н. И. Булаев возглавил Рязанское региональное отделение общероссийской политической общественной организации «Отечество».
В августе 1999 года на конференции избирательного блока «Отечество — Вся Россия» был представлен федеральный список кандидатов на выборах депутатов Государственной думы третьего созыва — Николай Булаев шёл первым в списке Рязанско-Тульской региональной группы. На состоявшихся 19 декабря 1999 года выборах ОВР получила 13,33 % и 37 депутатских мандатов. После распределения мандатов один из них получил Николай Булаев.
В Госдуме третьего созыва входил в состав фракции «Отечество — Вся Россия», был заместителем председателя Комитета по информационной политике, членом постоянной Комиссии по борьбе с коррупцией.
Осенью 2000 года Н. И. Булаев вновь заявил о намерении участвовать в выборах главы администрации Рязанской области. Он был зарегистрирован, шёл при поддержке ОВР. На состоявшихся 3 декабря 2000 года выборах занял четвёртое место, набрав 9,22 % голосов. Неоднократно утверждал, что результаты голосования были сфальсифицированы.
В декабре 2001 года политическая общественная организация «Союз „Единство и Отечество“» была преобразована в партию «„Единство и Отечество“ — Единая Россия», а в 2002 году зарегистрирована как партия Министерством юстиции. Следом региональные отделения общественной организации стали отделениями партии и с 2002 года Николай Булаев — секретарь Рязанского регионального политсовета партии «„Единство и Отечество“ — Единая Россия». Был избран членом центральной контрольно-ревизионной комиссии партии.
Осенью 2003 года партия «„Единство и Отечество“ — Единая Россия» сформировала федеральный список кандидатов на выборах депутатов Государственной думы четвёртого созыва — Н. И. Булаев шёл под № 3 в региональной группе Черноземье (Воронежская, Липецкая, Рязанская и Тамбовская области), после О. И. Бетина и Л. К. Слиски. На состоявшихся 7 декабря 2003 года выборах Николай Булаев был избран от Рязанского одномандатного избирательного округа № 149. В Госдуме четвёртого созыва был членом фракции «Единая Россия», председателем Комитета по образованию и науке.
В 2007 году защитил докторскую диссертацию «Государственное управление развитием системы отечественного образования» в Российском государственном педагогическом университете имени А. И. Герцена (Санкт-Петербург), доктор педагогических наук.

### Руководитель Рособразования
4 октября 2007 года председатель Правительства России Виктор Зубков назначил Булаева руководителем Федерального агентства по образованию. В связи с назначением на государственную службу сложил депутатские полномочия.
При этом в начале октября 2007 года партия «Единая Россия» утвердила Федеральный список кандидатов в депутаты Государственной думы пятого созыва. Николай Булаев шёл вторым, после А. В. Гордеева, в региональной группе № 65 (Рязанская область). По итогам состоявшихся 2 декабря 2007 года выборов Булаеву был передан мандат, но он от него отказался, решив остаться руководителем Рособразования.
5 февраля 2009 года указом Президента Российской Федерации Булаеву был присвоен классный чин — действительный государственный советник Российской Федерации 3 класса.
10 марта 2010 года Рособразование было упразднено, а его функции переданы Министерству образования и науки.

### Депутат Госдумы (2010—2015)
2 апреля 2010 года ЦИК России передал Николаю Булаеву вакантный мандат депутата Госдумы пятого созыва. Мандат освободился после ухода Аркадия Фомина в спикеры Рязанской областной думы.
4 июля 2011 года назначен главой внутрифракционной группы партии «Единая Россия», первым замруководителя фракции «Единая Россия» в Госдуме.
Осенью 2011 года партия «Единая Россия» сформировала федеральный список кандидатов на выборах депутатов Государственной думы шестого созыва (все 450 депутатов избирались по партийным спискам по единому федеральному округу). Николай Булаев был выдвинут в региональной группе № 63 (Рязанская область). По итогами состоявшихся 4 декабря 2011 года выборов Булаев вновь получил мандат депутата Госдумы.
В Госдуме шестого созыва руководителем фракции «Единая Россия» стал Андрей Воробьев, Николай Булаев стал руководителем депутатской группы — первым заместителем руководителя фракции «Единая Россия» в Госдуме. Также входил в Комитет по регламенту и организации работы Госдумы.
С 2013 года являлся членом Высшей аттестационной комиссии при Министерстве образования и науки Российской Федерации.

### Член Совета Федерации
7 октября 2015 года был наделен полномочиями члена Совета Федерации Федерального Собрания Российской Федерации, став представителем от законодательного (представительного) органа государственной власти Рязанской области. Входил в Комитет Совета Федерации по науке, образованию и культуре.

### Член Центральной избирательной комиссии
10 февраля 2016 года постановлением Совета Федерации назначен членом ЦИК России. 28 марта 2016 года избран заместителем председателя ЦИК России. После назначения членом Центральной избирательной комиссии Николай Булаев приостановил членство в партии «Единая Россия».
25 декабря 2017 года участвовал в заседании ЦИК России № 118 и поддержал проект Бориса Эбзеева с отказом в регистрации инициативной группы по выдвижению Алексея Навального кандидатом в президенты России и обвинил Алексея Навального в «обмане детей».

## Семья и доходы
Женат, имеет сына и дочь.
В 2018 году доход Н. И. Булаева составил, согласно поданной декларации, 5,88 миллиона рублей, его жена заработала 231 тысячу рублей. Супругам Булаевым принадлежат квартира (103,7 м²), жилой дом (276,2 м²) и земельный участок (788 м²). У Булаевой также есть два земельных участка в долевой собственности, доля в жилом доме, ей принадлежат квартира площадью 110 м² и автомобиль Audi A7. В пользовании у Н. Булаева также находится три земельных участка, квартира (155,2 м²), автомобили Lexus LS и Audi A6, квадроцикл Polaris Sportsman X2 550, снегоход Yamaha VK10D, мотоцикл BMW C650GT, автоприцеп.

## Критика и плагиат
Н. И. Булаев подвергался критике в Рязанской области за непоследовательную позицию по отношению к православию, а также за нереализованные обещания в деле повышения зарплаты учителям и борьбы с коррупцией в сфере образования.
По данным сетевого экспертного сообщества «Диссернет», 119 страниц докторской диссертации Булаева содержат некорректные заимствования.

## Награды
- Орден «За заслуги перед Отечеством» III степени (28 августа 2019 года) — за большой вклад в развитие избирательной системы Российской Федерации и многолетнюю добросовестную работу[18]
- Орден «За заслуги перед Отечеством» IV степени (10 октября 2009 года) — за заслуги в развитии системы образования в Российской Федерации и многолетнюю плодотворную деятельность[19]
- Орден Александра Невского (2018 год)
- Орден Почёта (1998 год)
- Орден Дружбы (16 апреля 2004 года) — за активное участие в законотворческой деятельности и многолетнюю добросовестную работу[20]
- орден «За личное мужество»
- Медаль Столыпина П. А. II степени (26 сентября 2014 года) — за заслуги в законотворческой деятельности, направленной на решение стратегических задач социально-экономического развития страны[21]
- Медаль «Данк» (1 декабря 2008 года, Кыргызстан) — за вклад в социально-экономическое развитие Кыргызстана, укрепление дружбы и сотрудничества между Кыргызской Республикой и Российской Федерацией в области науки и образования[22]
- Заслуженный учитель школы РСФСР (1989)
- Премия Правительства Российской Федерации в области образования (2008)
- Почётная грамота Президента Российской Федерации (2014 год)
- Почётная грамота правительства Российской Федерации (2006)
- Благодарность Правительства Российской Федерации (7 сентября 2007 года) — за большой личный вклад в развитие российского законодательства[23]
- Почетная грамота Совета Федерации Федерального Собрания Российской Федерации
- Почётная грамота Государственной Думы Федерального Собрания Российской Федерации (2004)
- Почетная грамота Центральной избирательной комиссии Российской Федерации (2008 год)
- Медаль Министерства обороны Российской Федерации «За возвращение Крыма» (2014 год)
- Медаль ФСБ России «За содействие» (2009 год)[источник не указан 2078 дней]